# 多発性黒子を伴うヌーナン症候群
多発性黒子を伴うヌーナン症候群（たはつせいこくしをともなうヌーナンしょうこうぐん、英: Noonan syndrome with multiple lentigines、略称: NSML、旧称: LEOPARD症候群）は、RASopathy（Ras/MAPK症候群）と呼ばれる疾患群に属する疾患の1つであり、プロテインチロシンホスファターゼをコードするPTPN11遺伝子の変異を原因とする多系統疾患である。この疾患は皮膚、骨格、心血管系と関係する複雑な特徴を持つが、その多様な症状は全ての患者にみられるものもそうでないものもある。研究は現在も進行しているが、変異がどのようにして疾患の症状の原因となっているのかについて、十分な理解は得られていない。
NSMLは、PTPN11遺伝子に生じたさまざまなミスセンス変異を原因とする。同じくPTPN11遺伝子変異を原因とするヌーナン症候群（NS）は出生1000人から2500人につき1人、またNSMLと類似した症状を持ち、関連疾患であると考えられていた神経線維腫症1型（NF1）は出生3500人につき1人といずれも広くみられる疾患である一方、NSMLに関する疫学的データは存在しない。

## 徴候と症状
この疾患の旧称であるLEOPARD症候群という名称は1969年に命名されたもので、この疾患の特徴となる症状がLEOPARDの7つの文字から始まり、また黒子を原因とする特徴的な雀卵斑がヒョウ（leopard）を思い起こさせることに由来している。
- 黒子（英語版）（Lentigines）: 赤褐色から暗褐色の斑。皮膚の大部分（80%以上に達する場合もある）にわたって多数（10,000個以上）生じることが一般的である。口の内部や目の表面（強膜）にまで出現する場合がある。境界は不定形で、サイズは1 mm程度のものからカフェオレ斑（英語版）と呼ばれるものでは数cmに達する。また、一部の領域では尋常性白斑様の色素減少が観察される可能性もある。
- 心電図の伝導異常（Electrocardiographic conduction abnormalities）: 一般的に心電図では脚ブロックが観察される。
- 両眼隔離症（英語版）（Ocular hypertelorism）: 両目の間隔が広く、そのため患者は類似した顔貌となる。顔貌の異常は、黒子に次いで最も高頻度でみられる症状である。顔貌に関する他の異常としては、幅広い鼻根部、突顎（下顎前突）、耳介低位（英語版）（回転している場合もある）が挙げられる。
- 肺動脈弁狭窄症（Pulmonary stenosis）: 心臓の出口である肺動脈の狭窄。大動脈弁狭窄症や僧帽弁逸脱症（英語版）など、心臓に関する他の異常も存在する可能性がある。
- 生殖器の異常（Abnormal genitalia）: 多くの場合、停留精巣または単精巣症。女性患者では卵巣の欠損または単卵巣となる場合があり、発見はより困難なものとなる。卵巣の検査のため、1歳から定期的に超音波検査が行われる。
- 発育遅延（Retarded growth）: この疾患の新生児の大部分は出生時の身長や体重は正常であるが、出生後1年以内に発育の遅れがみられるようになることが多い。
- 難聴（Deafness）: 感音性難聴（英語版）

診断に際しては、これらの特徴全てが必要となるわけではない。臨床診断は、黒子に加えて他の2つの症状（心電図の異常や両眼隔離など）が観察される場合、または黒子はみられないものの他の3つの症状が観察され、かつ臨床診断を受けた親、子またはきょうだいがいる場合に行われる。その他の症状として、手術を要する再発性の上肢動脈瘤を伴う患者が2004年に報告されており、2006年には急性骨髄性白血病を伴う患者が報告されている。

## 病態生理

NSMLは常染色体優性形式で遺伝するが、自然突然変異によって生じる場合もある。

NSMLの原因となる2つの主要な変異（Y279CとT468M）は、SHP2タンパク質（PTPN11遺伝子産物）の触媒活性の喪失を引き起こす。こうした変化は、他の疾患で観察されるSHP2変異体では知られていない挙動であった。その結果、成長因子やそれに関連したシグナル伝達経路が妨げられると考えられる。その後の研究でこうした機構は確証されている一方、このことがNSMLで観察される症状とどのように関係しているのかを明らかにするためにはさらなる研究が必要とされている。

## 診断
この疾患は遺伝子検査によって確定診断がなされる。出生後1年以内にNSMLの臨床徴候を示した10人の新生児を対象とした研究では、そのうち8人にPTPN11に疑われる変異が確認された。PTPN11に変異が確認されなかった患者の1人では、後に母親に対する検査によってNF1であることが判明した。

## 治療
診断を受けた場合、心臓、内分泌、皮膚やその他の症状の専門医による定期的検診が勧められる。
子を持つことが可能な場合、子を持つ決断を行う前に遺伝カウンセリングを行うことが推奨される。この疾患の症状の表出はforme fruste型（不完全型）であることが多いため、全ての家族の検査が必要である。常染色体優性形式で遺伝するため、子は50%の確率でこの症候群の患者となることとなる。この疾患の浸透度は完全であるが、表現度は多様であるため、ある世代では軽度の症状しか見られない場合でも、次の世代で重度の症状が表出する可能性がある。
子を持つ決断がなされ、妊娠した場合には、胎児は心機能のモニタリングが必要である。重度の心奇形が見つかった場合、妊娠を継続するかどうかカウンセリングが行われる。
その他、症状に応じた定期的なケアが行われる。
1. 内分泌の問題（低レベルの甲状腺刺激ホルモンや卵胞刺激ホルモンなど）を伴う患者には、薬物治療が推奨される。
2. 黒子が外観を損ねる場合には、cryosurgeryが有用である可能性がある。患者には多数の黒子が存在するため、多くの時間がかかる可能性がある。代替的な治療法として、トレチノインやヒドロキノンクリームも有用である可能性がある。
3. 心異常を伴う患者には、その異常が重度となった場合には薬物治療を行う。不整脈の可能性があるため、外科的介入の前には心電図検査が必須である。

## 予後
NSMLはそれ自体が命に関わる疾患であるわけではなく、この疾患と診断された患者の大部分は通常の生活を送ることができる。閉塞性心筋症や心血管系に関するその他の所見は、心奇形が重度の患者では死の原因となりうる。

## 疫学
さまざまな文献において、NSMLは稀少疾患に分類されている。患者数に関する疫学的データは存在しないが、世界中で約200症例が報告されている。

## 歴史
ZeislerとBeckerは1936年、多発性黒子、両眼隔離、鳩胸、突顎（下顎前突）を伴う症候群を記載した。その後、この症候群に関しては散発的に記載がなされ、1962年に心臓の異常と低身長が関連付けられた。1966年、母、息子、娘からなる家族性の3症例が報告された。1968年には母親とその2人の子（父親はそれぞれ異なる）の症例が報告された。
NSMLはかつてはNF1と関連していると考えられており、ICD-9やICD-10にはNSMLの診断コードは存在しない。現在では、この疾患の原因遺伝子はNF1遺伝子と連鎖していないことが示されている。